# Вељко Подује
Вељко Подује (24. фебруар 1907. Шибеник, Аустроугарска — 2. март 1993. Ријека, Хрватска) је бивши југословенски фудбалер.
Поникао је у генерацији Хајдука коју је предводио Лука Калитерна, и за који је такође играо његов старији брат Шиме. Играо је на позицији крилног халфа. За Хајдук је одиграо 274 утакмице и постигао 25 голова, освојивши два државна првенства 1927. и 1929. Престао је да игра 1931, када се вратио са четворомесечне турнеје по Јужној Америци.
Одиграо је три утакмице за репрезентацију Југославије, и то све три против репрезентације Чехословачке: 28. септембра 1924. у Загребу (0:2), 28. октобра 1925. у Прагу (0:7) и 28. јуна 1926. у Загребу (2:6). Једанпут је 1928. носио и дрес Б селекције.
Дипломирао је на Економском факултету у Загребу. Живео је у Ријеци, где је био професор у средњој економској школи, као и спортски коментатор Радио Ријеке.

## Трофеји

### Хајдук Сплит
- Првенство (2): 1927. и 1929.